# Indeksni katalog
Indeksni katalog (kratica IC, puni naziv na engleskom Index Catalogue of Nebulae and Clusters of Stars) je katalog objekata dubokog svemira koji je krajem 19. i početkom 20. stoljeća sastavio astronom John L. E. Dreyer. IC sadrži 5386 objekata, objavljen je 1895. i 1908., nastavak je Novog općeg kataloga, a NGC i IC zajedno sadrže 13 226 objekata dubokog svemira svih vrsta.

## Poveznice
- Katalozi objekata dubokog svemira
- Messierov katalog
- New General Catalog
- Caldwellov katalog